# Egipčanski muzej, Kairo
Muzej egipčanskih starin, bolj znan kot Egipčanski muzej ali Kairski muzej (arabsko المتحف المصري  El Mathaf El Masri), je muzej v Kairu, Egipt, ki hrani veliko zbirko egipčanskih starin. Zbirka obsega 120.000 predmetov, zato šteje za enega od največjih muzejev v regiji. Velik del predmetov je razstavljen, drugi pa so shranjeni v muzejskih skladiščih. Od julija 2017 je muzej ponovno odprt za javnost. 
V Kairu sta še dva egipčanska muzeja: Veliki egipčanski muzej in Narodni muzej egipčanske civilizacije.

## Zgodovina
Kairski muzej hrani največjo zbirko egipčanskih  starin na svetu.  Prvi muzej je bil ustanovljen leta 1835 v kairski mestni četrti Azbakeja, potem pa so ga preselili v kairsko citadelo. Leta 1855 je egiptovska vlada celo svojo zbirko starin podarila avstrijskemu nadvojvodi Maksimiljanu. Iz nje se je razvil današnji Kunsthistorisches Museum na Dunaju. 
Nov muzej je leta 1858 v nekdanjem skladišču v Bulaqu ustanovila fundacija za starine pod vodstvom   Augusta Marietta. Muzej je stal na bregu Nila in v poplavah leta 1878 utrpel veliko šlode.  Muzejsko zbirko so leta 1891 preselili v nekdanjo kraljevo palačo v kairskem okrožju Giza, kjer je ostala do leta 1902, ko so jo, tokrat zadnjič, preselili v sedanjo palačo na trgu Tahir.
Med egipčansko revolucijo leta 2011 s vdrli v muzej in uničili dve mumiji in poškodovali več drugih starin. Okoli 50 predmetov so ukradli. 25 predmetov so našli in restavrirali in jih septembra 2013 razstavili na posebni razstavi z naslovom Poškodovano in restavrirano. Med razstavljenimi starinami sta bila dva pozlačena Tutankamonova kipa iz cedrovega lesa, kip faraona Ehnatona, ušabtiji nubijskih kraljev, mumija otroka in majhna vaza iz večbarvnega stekla.

## Razstavni prostori

### Notranji prostori
Muzej ima pritličje in prvo nadstropje. Pritličje ima 42 sob. V njem je razstavljena velika zbirka papirusov in kovancev iz celega antičnega sveta. Več papirusov je ohranjenih samo  v fragmentih, sicer pa so napisani v več jezikih, tudi v latinščini, grščini, arabščini in stari egipčanščini. Kovanci so iz različnih kovin, večinoma iz zlata, srebra in brona. Razen egipčanskih so v zbirki tudi grški, rimski in islamski kovanci, ki so pomagali zgodovinarjem raziskati egipčanske trgovske povezave.  
V pritličju so tudi artefakti in Novega kraljestva iz obdobja med 1550 in 1069 pr. n. št. Ti artefakti so na splošno večji od tistih iz starejših obdobij. Med razstavljenimi predmeti so kipi, plošče, krste in sarkofagi. Ladje in ogromni kipi so razstavljeni v atriju muzeja.
V prvem nadstropju so artefakti iz zadnjih dveh egipčanskih dinastij, vključno s predmeti iz grobnic faraonov Tutmoza III., Tutmoza IV., Amenofisa II. in Hačepsut  in dvorjana Majherprija, veliko artefaktov iz Doline kraljev, zlasti iz nedotaknjenih grobnic Tutankamona in Psusenesa I. Mumije faraonov iz Novega kraljestva in njihovih družinskih članov so v dveh posebnih sobah.

### Park slavnih egiptologov
Na vrtu ob muzeju je spominski park slavnih egiptologov s celega sveta. Okoli spomenika Augusta Mariettea je 23 doprsnih kipov naslednjih egiptologov: François Chabas, Johannes Dümichen, Conradus Leemans, Charles Wycliffe Goodwin, Emmanuel de Rougé, Samuel Birch, Edward Hincks, Luigi Vassalli, Émile Brugsch, Karl Richard Lepsius, Théodule Devéria, Vladimir Golenishchev, Ippolito Rosellini, Labib Habachi, Sami Gabra, Selim Hassan, Ahmed Kamal,Zakaria Goneim, Jean-François Champollion, Amedeo Peyron, Willem Pleyte, Gaston Maspero in Peter le Page Renouf.

## Galerija
- Tutankamonova zlata maska, težka 11 kg
- Posmrtna maska faraona Amenemopeja iz Enaindvajsete dinastije
- Maska mumije Psusenesa I. iz Enaindvajsete dinastije
- Kolosalen kip Amenhotepa III. in Tije
- Figurica faraona  Kufuja
- Kip faraona Kefrena
- Kip faraona Menkaureja
- Bista faraona Ehnatona
- Kip faraona Tutmoza III.
- Narmerjeva paleta
- Merneptahova stela
- Maska generala Vendžebauendžeda